# Simulium immortalis
Simulium immortalis är en tvåvingeart som beskrevs av Cai, An, Li och Yan 2004. Simulium immortalis ingår i släktet Simulium och familjen knott. Inga underarter finns listade i Catalogue of Life.